# Panakhranta

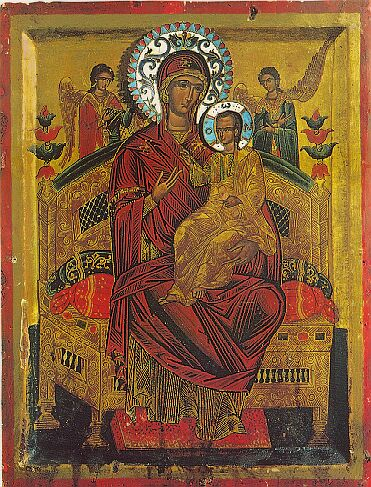
Panakhranta. Icône de la Mère de Dieu « Vsetsaritsa ». Athos, XVIIe siècle.

La Panakhranta (du grec ancien : Πανάχραντα, immaculée, pure, sans péché) (en russe : Панахра́нта), appelée aussi Vsemilostivaïa (miséricordieuse), Vsetsaritsa, est un des types de représentations iconographiques de Notre-Dame assez proche de l'Odigitria. La caractéristique de ce type d'icônes est que la Mère de Dieu y est représentée siégeant sur un trône avec l'Enfant-Jésus sur les genoux. Le trône symbolise la grandeur royale de la Mère de Dieu.
Ce type de représentation est apparu à Byzance aux XIe et XIIe siècles.
Une des plus vénérées, parmi ces icônes, est celle exposée à la Galerie Tretiakov et qui date d'environ 1288 : Notre-Dame de Svenskaïa (Petcherskaïa) avec les saints Antonius et Féodocius. Elle donne ce nom de Petcherskaïa aux icônes sur lesquelles la Vierge Marie tient l'Enfant des deux mains sur ses genoux.

## Vues

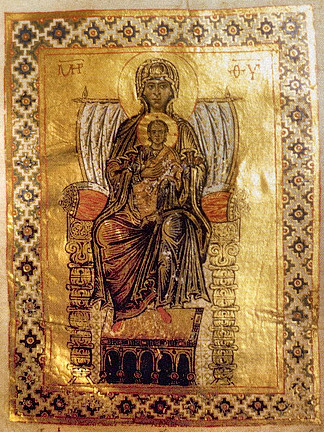
Panakhranta. Illustration du Psautier d'Egbert, XI s.
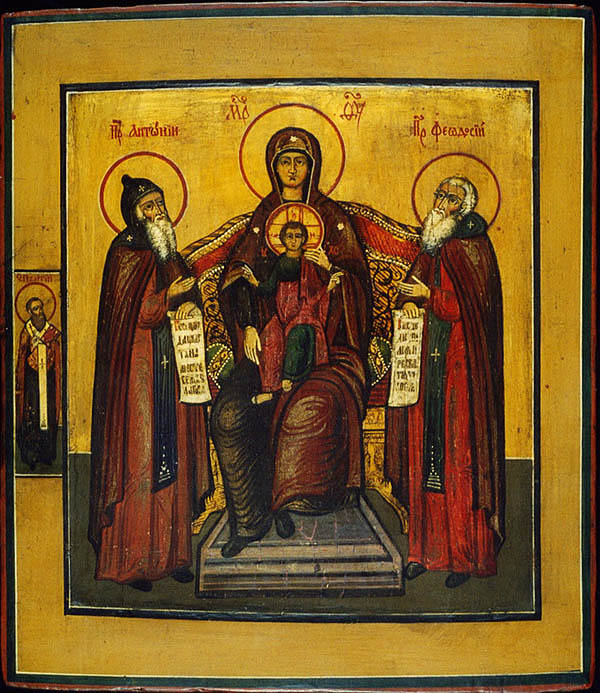
Icône de la Mère de Dieu de Kiev-Petcherskaïa, l'original de 1073 est perdu depuis 1941.
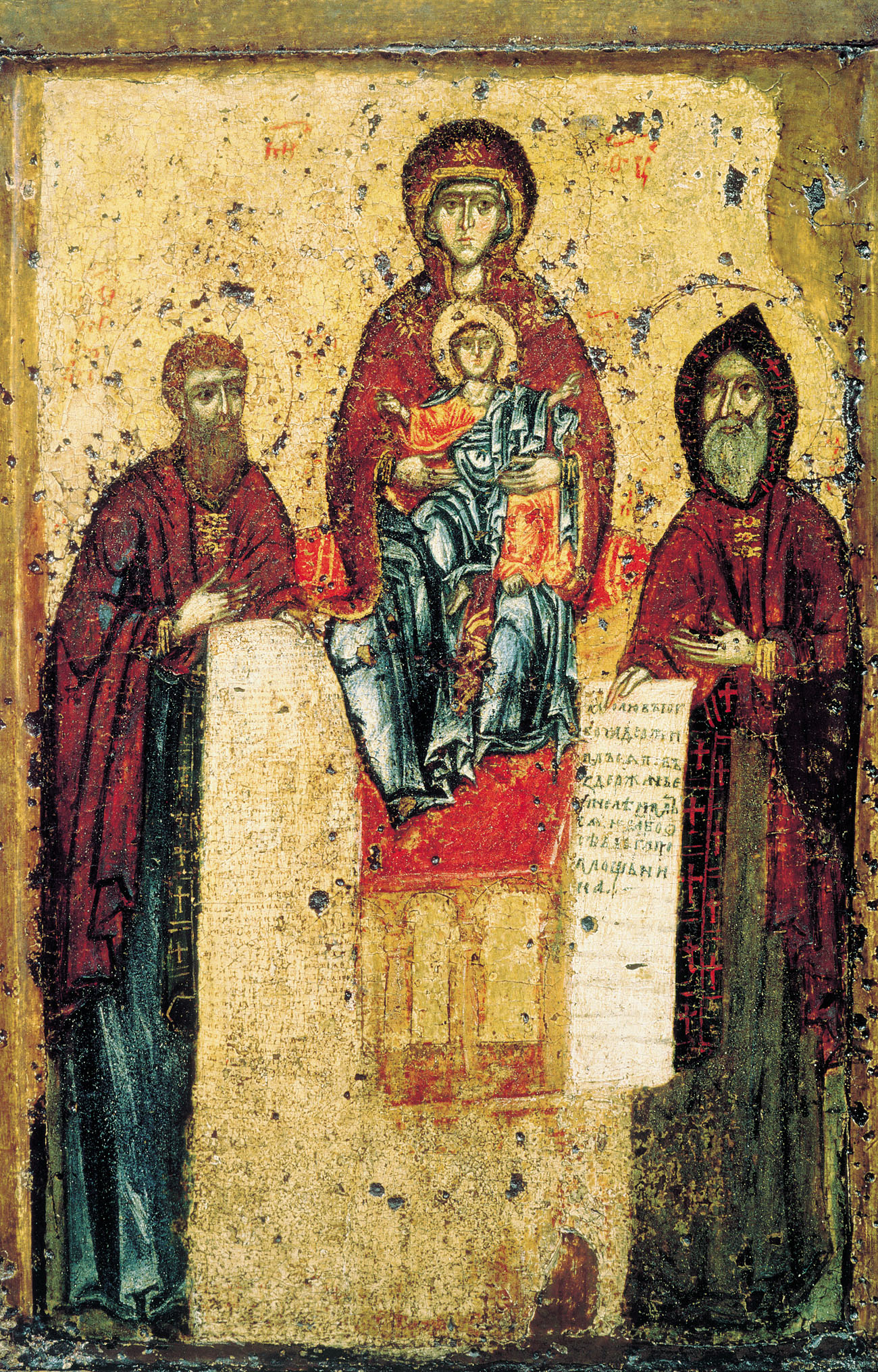
Vierge de Svenski Galerie Tretiakov
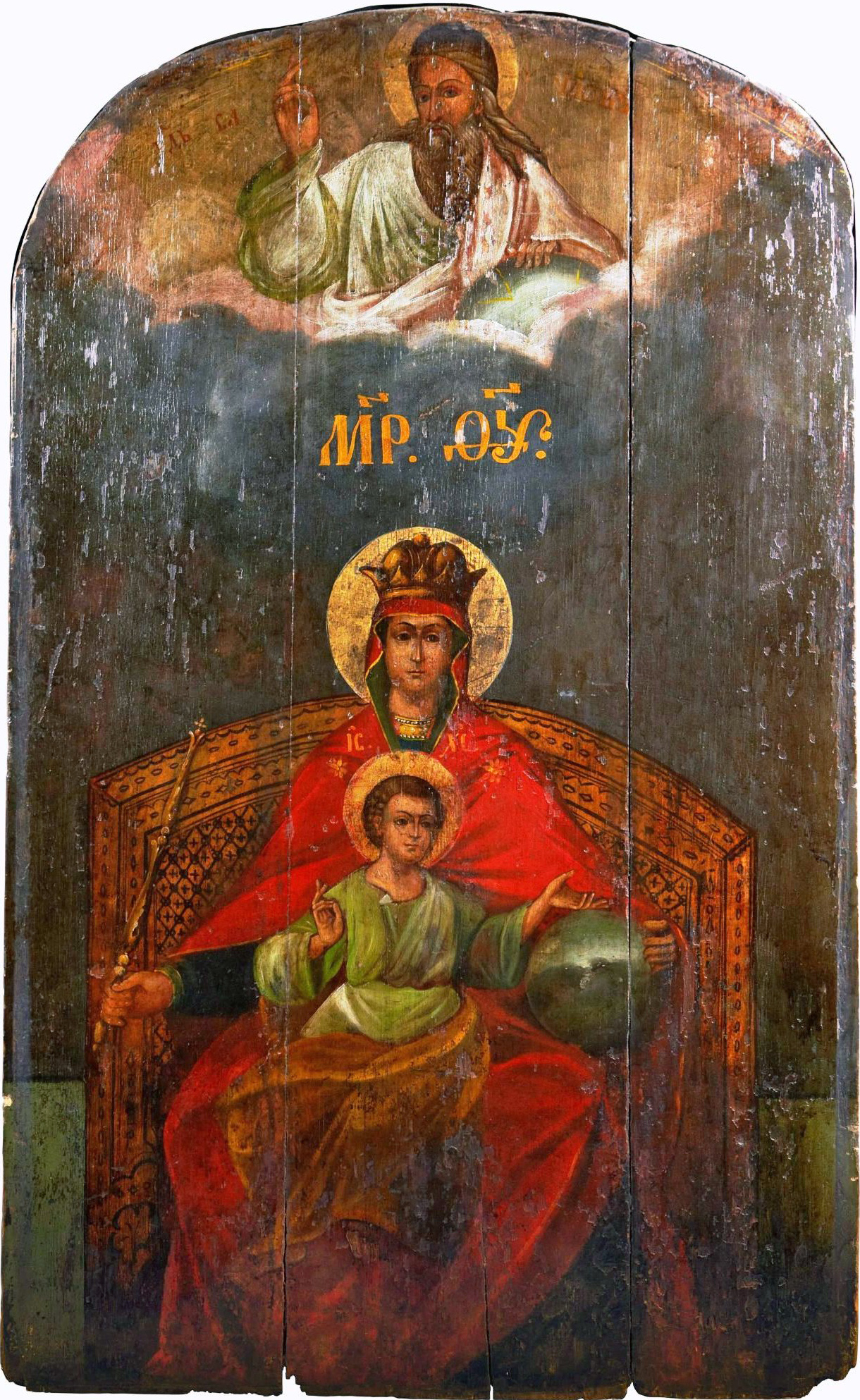
«Notre-Dame Souveraine Derjavnaïa»
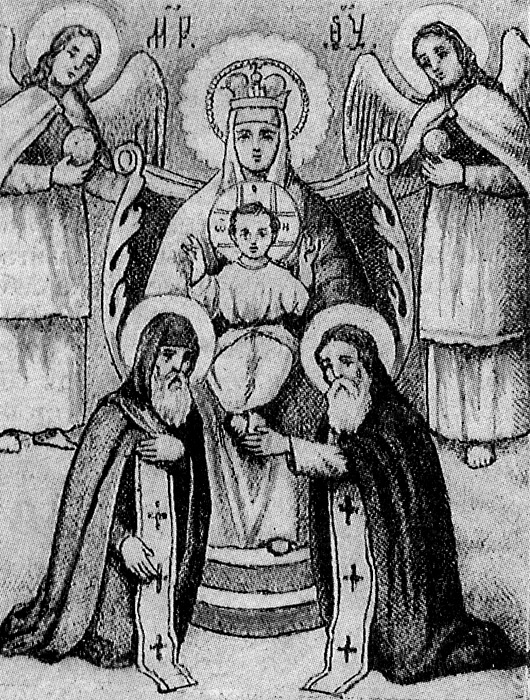
Iaroslavskaïa (Petcherskaïa) icône, XIXe siècle.

## Sources
- (ru) Cet article est partiellement ou en totalité issu de l’article de Wikipédia en russe intitulé « Панахра́нта » (voir la liste des auteurs).

## Liens
- (ru) Iconographie de Notre-Dame sur le site de St Féodocie de Tchernigov, Kiev /Иконография Богородицы на сайте храма свт. Феодосия Черниговского, Киев.